# Piz Starlera
Piz Starlera är en bergstopp i Schweiz.   Den ligger i regionen Viamala och kantonen Graubünden, i den östra delen av landet, 160 km öster om huvudstaden Bern. Toppen på Piz Starlera är 2 735 meter över havet, eller 67 meter över den omgivande terrängen. Bredden vid basen är 0,38 km.
Terrängen runt Piz Starlera är huvudsakligen bergig. Trakten runt Piz Starlera är nära nog obefolkad, med mindre än två invånare per kvadratkilometer.. Närmaste större samhälle är Thusis, 19,3 km norr om Piz Starlera. 
Trakten runt Piz Starlera består i huvudsak av gräsmarker.